# Școala de arte și meserii Bacău
Școala de arte și meserii este un liceu din municipiul Bacău recunoscut pe plan județean și național.

## Specializări
- Specializare în Industrie textilă
- Specializare în Mecanica
- Specializare în Turism și Alimentație